# Johannes Küster von Rosenberg
Johannes Küster, auch Johann Coster, lat. Costerus, Custerus, Cöster, später nobilitiert als Küster von Rosenberg (* Ende 1614/Anfang 1615 in Gadebusch; † 22. Februar 1685 in Reval) war ein deutscher Mediziner des 17. Jahrhunderts.

## Leben und Wirken
Johannes Küster begann ab Juni 1631 ein Studium der Medizin an der Universität Rostock und setzte es an der Universität Königsberg fort. 1640/41 war er als Lehrer an der Domschule von Königsberg (Preußen) tätig. An der Universität Leiden wurde er 1645 zum Dr. med. promoviert, um 1646 bereits nach Königsberg zurückzukehren. Im Juli 1646 präsidierte er hier bei einer medizinischen Disputation De Dysenteria. 1649 wurde er Stadtphysicus in der damals zu Schweden gehörenden Hansestadt Wismar und zeitgleich auch Arzt in Lübeck. Am 20. April 1657 bestellte ihn Herzog Christian Ludwig I. von Mecklenburg zu seinem Leibarzt. Von Wismar ging er für fünf Jahre in das Baltikum, wo er in Reval als Arzt der Estländischen Ritterschaft praktizierte. Auch hier war er gleichzeitig als Archiater für König Karl X. Gustav von Schweden tätig, der ihn auch in den Adelsstand erhob. Nach dessen frühem Tod im Februar 1660 wurde er Leibarzt seiner Witwe Hedwig Eleonora von Schleswig-Holstein-Gottorf. 1667 wurde er nach Russland gerufen und wurde dort Leibarzt von Zar Alexei I. Er bat 1678 um seine Entlassung und zog bis zu seinem Tod nach Reval.
Er war seit dem 28. Mai 1647 verheiratet mit Ursula, geb. Thegen (* 1631; † 31. Juli 1676 in Moskau; Thegin, Thehgin), der Tochter des Königsberger Kaufmanns und Ratsherrn Bernhard Thegen. Zu ihrer Hochzeit verfasste Simon Dach einen Hochzeit-Schertz. Von den fünf Söhnen des Paares trat ihr ältester Sohn Bernhard Coster von Rosenburg 1674 ebenfalls als Arzt in russische Dienste. Ihre Tochter Hedwig Eleonora (* 13. Juni 1660; † 16. April 1683) heiratete 1677 den kurf. Geheimen Sekretär, moskowitischen Agenten und Spittelmeister des großen Hospitals zu Königsberg Herrmann Dietrich Hesse.

## Werk
Sein Hauptwerk Affectuum totius corporis humani praecip. theoria et praxis ist in 97 Übersichtsblätter (Tabulae) unterteilt, auf denen systematisch Krankheitsbilder erklärt sowie Diagnose- und Therapiemethoden vorgeschlagen werden. Beigefügt ist seine Relatio medica über die Krankengeschichte und den Tod des Königs Karl X. Gustav.

## Schriften
- Affectuum totius corporis humani praecip. theoria et praxis, Frankfurt 1664

beigefügt: Augustissimi, Gloriosissimae Memoriae, Caroli Gustavi, Regis Sueciae &c. &c. Morbi & Obitus Relatio Medica.
Teildigitalisat des Exemplars der Universitäts- und Landesbibliothek Sachsen-Anhalt
Digitalisat der 2. vermehrten Auflage 1675; Exemplar der Bayerischen Staatsbibliothek
- Opera medica, Lübeck 1666